# Norgran Records
La Norgran Records era un'etichetta discografica statunitense specializzata nel jazz fondata da Norman Granz nel 1953. È diventata parte della Verve Records, creata da Granz nel 1956.

## Catalogo

### 10 inch LP Series[3]
| Numero di catalogo | Artista                             | Album                                                | Note |
| ------------------ | ----------------------------------- | ---------------------------------------------------- | ---- |
| MGN 1              | Johnny Hodges                       | Swing with Johnny Hodges                             |      |
| MGN 2              | Dizzy Gillespie and Stan Getz       | The Dizzy Gillespie-Stan Getz Sextet                 |      |
| MGN 3              | Buddy DeFranco                      | Buddy DeFranco Quartet                               |      |
| MGN 4              | Al Hibbler                          | Al Hibbler Favorites                                 |      |
| MGN 5              | Lester Young                        | Lester Young with the Oscar Peterson Trio #2         |      |
| MGN 6              | Lester Young                        | Lester Young with the Oscar Peterson Trio #1         |      |
| MGN 7              | Louis Bellson                       | The Amazing Artistry of Louis Bellson                |      |
| MGN 8              | Charlie Ventura                     | The Charlie Ventura Quartet                          |      |
| MGN 9              | Chico O'Farrill                     | The Second Afro-Cuban Jazz Suite                     |      |
| MGN 10             | Benny Carter                        | The Urbane Mr. Carter                                |      |
| MGN 11             | Bernard Peiffer                     | Bernard Peiffer et Son Trio                          |      |
| MGN 12             | Don Byas                            | Don Byas et Ses Rythmes                              |      |
| MGN 13             | Slim Gaillard                       | Slim Gaillard and His Musical Aggregation            |      |
| MGN 14             | Louis Bellson                       | The Exciting Mr. Bellson and His Big Band            |      |
| MGN 15             | Al Hibbler                          | Al Hibbler Sings Duke Ellington                      |      |
| MGN 16             | Buddy DeFranco                      | Pretty Moods by Buddy DeFranco                       |      |
| MGN 18             | Dizzy Gillespie                     | More of the Dizzy Gillespie-Stan Getz Sextet #2      |      |
| MGN 19             | Tal Farlow                          | The Tal Farlow Album                                 |      |
| MGN 20             | Charlie Ventura and Mary Ann McCall | An Evening with Charlie Ventura with Mary Ann McCall |      |
| MGN 21             | Benny Carter                        | The Formidable Benny Carter                          |      |
| MGN 22             | Toshiko Akiyoshi                    | Toshiko's Piano                                      |      |
| MGN 23             | Bud Powell                          | The Artistry of Bud Powell                           |      |
| MGN 24             | George Wallington                   | The Workshop of the George Wallington Trio           |      |
| MGN 25             | The Six                             | The Six                                              |      |
| MGN 26             | Buddy Rich                          | The Swinging Buddy Rich                              |      |
| MGN 27             | Chico O'Farrill                     | Mambo Dance Session                                  |      |
| MGN 28             | Chico O'Farrill                     | Latino Dance Session                                 |      |
| MGN 29             | Kenny Drew                          | The Ideation of Kenny Drew                           |      |
| MGN 30             | Anita O'Day                         | Songs by Anita O'Day                                 |      |
| MGN 31             | Chico O'Farrill                     | Chico O'Farrill                                      |      |
| MGN 32             | Jack Costanzo                       | Afro-Cubano Jazz                                     |      |

### 12 inch LP Series[4][5]
| Numero di catalogo | Artista                                                                              | Album                                                            | Note                                                                   |
| ------------------ | ------------------------------------------------------------------------------------ | ---------------------------------------------------------------- | ---------------------------------------------------------------------- |
| MGN 1000           | Stan Getz                                                                            | Interpretations by the Stan Getz Quintet                         |                                                                        |
| MGN 1001           | Ben Webster                                                                          | The Consummate Artistry of Ben Webster                           |                                                                        |
| MGN 1002           | Kenny Drew                                                                           | Kenny Drew and His Progressive Piano                             |                                                                        |
| MGN 1003           | Dizzy Gillespie                                                                      | Afro                                                             |                                                                        |
| MGN 1004           | Johnny Hodges                                                                        | Memories of Ellington                                            |                                                                        |
| MGN 1005           | Lester Young                                                                         | The President                                                    |                                                                        |
| MGN 1006           | Buddy DeFranco                                                                       | The Progressive Mr. DeFranco                                     |                                                                        |
| MGN 1007           | Louis Bellson                                                                        | Journey Into Love                                                |                                                                        |
| MGN 1008           | Stan Getz                                                                            | Interpretations by the Stan Getz Quintet #2                      |                                                                        |
| MGN 1009           | Johnny Hodges                                                                        | More of Johnny Hodges                                            |                                                                        |
| MGN 1010           | George Wallington                                                                    | George Wallington with Strings                                   |                                                                        |
| MGN 1011           | Louis Bellson                                                                        | Louis Bellson Quintet                                            |                                                                        |
| MGN 1012           | Buddy DeFranco                                                                       | Buddy DeFranco and His Clarinet                                  |                                                                        |
| MGN 1013           | Charlie Ventura e Mary Ann McCall                                                    | Another Evening with Charlie Ventura and Mary Ann McCall         |                                                                        |
| MGN 1014           | Tal Farlow                                                                           | Autumn in New York                                               |                                                                        |
| MGN 1015           | Benny Carter                                                                         | Benny Carter Plays Pretty                                        |                                                                        |
| MGN 1016           | Buddy DeFranco e Oscar Peterson                                                      | Buddy DeFranco and Oscar Peterson Play George Gershwin           |                                                                        |
| MGN 1017           | Bud Powell                                                                           | Jazz Original                                                    |                                                                        |
| MGN 1018           | Ben Webster                                                                          | Music for Loving                                                 |                                                                        |
| MGN 1019           | Teddy Wilson                                                                         | The Creative Teddy Wilson                                        |                                                                        |
| MGN 1020           | Louis Bellson                                                                        | The Driving Louis Bellson                                        |                                                                        |
| MGN 1021           | Various Artists                                                                      | Our Best                                                         |                                                                        |
| MGN 1022           | Lester Young                                                                         | It Don't Mean a Thing                                            |                                                                        |
| MGN 1023           | Dizzy Gillespie                                                                      | Dizzy and Strings                                                |                                                                        |
| MGN 1024           | Johnny Hodges                                                                        | Dance Bash                                                       |                                                                        |
| MGN 1025           | Benny Carter                                                                         | (non pubblicato)                                                 |                                                                        |
| MGN 1026           | Buddy DeFranco                                                                       | Buddy DeFranco Quartet                                           |                                                                        |
| MGN 1027           | Tal Farlow                                                                           | The Interpretations of Tal Farlow                                |                                                                        |
| MGN 1028           | Ralph Burns                                                                          | Ralph Burns Among the JATP's                                     |                                                                        |
| MGN 1029           | Stan Getz                                                                            | Interpretations by the Stan Getz Quintet #3                      |                                                                        |
| MGN 1030           | Tal Farlow                                                                           | A Recital by Tal Farlow                                          |                                                                        |
| MGN 1031           | Buddy Rich                                                                           | Sing and Swing with Buddy Rich                                   |                                                                        |
| MGN 1032           | Stan Getz                                                                            | West Coast Jazz                                                  |                                                                        |
| MGN 1033           | Artisti vari                                                                         | Swing Guitars                                                    |                                                                        |
| MGN 1034           | Artisti vari                                                                         | Tenor Saxes                                                      |                                                                        |
| MGN 1035           | Artisti vari                                                                         | Alto Saxes                                                       |                                                                        |
| MGN 1036           | Artisti vari                                                                         | Piano Interpretations                                            |                                                                        |
| MGN 1037           | Lionel Hampton e Stan Getz                                                           | Hamp and Getz                                                    |                                                                        |
| MGN 1038           | Buddy Rich ed Harry Edison                                                           | Buddy and Sweets                                                 |                                                                        |
| MGN 1039           | Ben Webster                                                                          | Music with Feeling                                               |                                                                        |
| MGN 1040           | John Lewis                                                                           | The Modern Jazz Society Presents a Concert of Contemporary Music |                                                                        |
| MGN 1041           | Charlie Ventura                                                                      | Charlie Ventura's Carnegie Hall Concert                          |                                                                        |
| MGN 1042           | Stan Getz                                                                            | Stan Getz Plays                                                  | Riedizione di Clef Records MGC 137 con selezioni aggiuntive da MGC 143 |
| MGN 1043           | Lester Young ed Harry Edison                                                         | Pres and Sweets                                                  |                                                                        |
| MGN 1044           | Benny Carter                                                                         | New Jazz Sounds                                                  |                                                                        |
| MGN 1045           | Johnny Hodges                                                                        | Creamy                                                           |                                                                        |
| MGN 1046           | Louis Bellson                                                                        | Skin Deep                                                        |                                                                        |
| MGN 1047           | Tal Farlow                                                                           | The Tal Farlow Album                                             |                                                                        |
| MGN 1048           | Johnny Hodges                                                                        | Castle Rock                                                      |                                                                        |
| MGN 1049           | Anita O'Day                                                                          | Anita O'Day Sings Jazz                                           |                                                                        |
| MGN 1050           | Dizzy Gillespie and Stan Getz                                                        | Diz and Getz                                                     |                                                                        |
| MGN 1051           | Teddy Wilson                                                                         | Intimate Listening                                               | (non pubblicato)                                                       |
| MGN 1052           | Buddy Rich                                                                           | The Swinging Buddy Rich                                          |                                                                        |
| MGN 1053           | Mary Ann McCall and Charlie Ventura                                                  | An Evening with Mary Ann McCall and Charlie Ventura              |                                                                        |
| MGN 1054           | Lester Young and Oscar Peterson                                                      | The Pres-ident Plays with the Oscar Peterson Trio                |                                                                        |
| MGN 1055           | Johnny Hodges                                                                        | Ellingtonia '56                                                  |                                                                        |
| MGN 1056           | Lester Young                                                                         | The Jazz Giants '56                                              |                                                                        |
| MGN 1057           | Anita O'Day                                                                          | An Evening with Anita O'Day                                      |                                                                        |
| MGN 1058           | Benny Carter and His Strings with the Oscar Peterson Quartet                         | Alone Together                                                   | Reissue of MGN 21 with additional tracks                               |
| MGN 1059           | Johnny Hodges                                                                        | In a Tender Mood                                                 |                                                                        |
| MGN 1060           | Johnny Hodges                                                                        | Used to Be Duke                                                  |                                                                        |
| MGN 1061           | Johnny Hodges                                                                        | The Blues                                                        |                                                                        |
| MGN 1062           | Bill Harris                                                                          | The Bill Harris Herd                                             |                                                                        |
| MGN 1063           | Bud Powell                                                                           | Jazz Giant                                                       |                                                                        |
| MGN 1064           | Bud Powell                                                                           | Bud Powell's Moods                                               |                                                                        |
| MGN 1065           | The Six / Sonny Criss / Tommy Turk                                                   | An Evening of Jazz                                               |                                                                        |
| MGN 1066           | Kenny Drew                                                                           | The Modernity of Kenny Drew                                      | Riedizione di MGN 1002                                                 |
| MGN 1067           | Jack Costanzo / Andre's All Stars                                                    | Afro-Cubano                                                      | split album                                                            |
| MGN 1068           | Buddy DeFranco                                                                       | Jazz Tones                                                       |                                                                        |
| MGN 1069           | Buddy DeFranco                                                                       | Mr. Clarinet                                                     | Riedizione di MGN 1026                                                 |
| MGN 1070           | Benny Carter                                                                         | Cosmopolite                                                      |                                                                        |
| MGN 1071           | Lester Young                                                                         | Lester's Here                                                    |                                                                        |
| MGN 1072           | Lester Young                                                                         | Pres                                                             |                                                                        |
| MGN 1073           | Charlie Ventura                                                                      | In a Jazz Mood                                                   |                                                                        |
| MGN 1074           | Lester Young e Buddy Rich                                                            | The Lester Young Buddy Rich Trio                                 |                                                                        |
| MGN 1075           | Charlie Ventura                                                                      | Blue Saxophone                                                   |                                                                        |
| MGN 1076           | Dizzy Gillespie, Sonny Stitt, John Lewis, Percy Heath, Skeeter Best & Charlie Persip | The Modern Jazz Sextet                                           |                                                                        |
| MGN 1077           | Bud Powell                                                                           | Piano Interpretations by Bud Powell                              |                                                                        |
| MGN 1078           | Buddy Rich                                                                           | The Wailing Buddy Rich                                           |                                                                        |
| MGN 1079           | Buddy DeFranco                                                                       | In a Mellow Mood                                                 |                                                                        |
| MGN 1080           | Lionel Hampton                                                                       | Lionel Hampton's Jazz Giants                                     |                                                                        |
| MGN 1081           | Herb Ellis                                                                           | Ellis in Wonderland                                              |                                                                        |
| MGN 1082           | Billy Bauer                                                                          | Billy Bauer Plectrist                                            |                                                                        |
| MGN 1083           | Dizzy Gillespie                                                                      | Jazz Recital                                                     |                                                                        |
| MGN 1084           | Dizzy Gillespie                                                                      | World Statesman                                                  |                                                                        |
| MGN 1085           | Buddy DeFranco                                                                       | The Buddy DeFranco Wailers                                       |                                                                        |
| MGN 1086           | Buddy Rich                                                                           | This One's for Basie                                             |                                                                        |
| MGN 1087           | Stan Getz                                                                            | Stan Getz '56                                                    | (non pubblicato?)                                                      |
| MGN 1088           | Stan Getz                                                                            | More West Coast Jazz with Stan Getz                              |                                                                        |
| MGN 1089           | Ben Webster                                                                          | King of the Tenors                                               | Riedizione di MGN 1001                                                 |
| MGN 1090           | Dizzy Gillespie                                                                      | Diz Big Band                                                     | Riedizione di MGN 1023                                                 |
| MGN 1091           | Johnny Hodges                                                                        | Perdido                                                          | Riedizione di MGN 1024                                                 |
| MGN 1092           | Johnny Hodges                                                                        | In a Mellow Tone                                                 | Riedizione di MGN 1004                                                 |
| MGN 1093           | Lester Young                                                                         | Lester Swings Again                                              | Riedizione di MGN 1005                                                 |
| MGN 1094           | Buddy DeFranco                                                                       | Odalisque                                                        | Riedizione di MGN 1006                                                 |
| MGN 1095           | Louis Bellson                                                                        | Concerto for Drums                                               | Riedizione di MGN 1011 - non pubblicato                                |
| MGN 1096           | Buddy DeFranco                                                                       | Autumn Leaves                                                    | Riedizione di MGN 1012                                                 |
| MGN 1097           | Tal Farlow                                                                           | The Guitar Artistry Of Tal Farlow - Autumn in New York           | Riedizione di MGN 1014                                                 |
| MGN 1098           | Bud Powell                                                                           | Bud Powell '57                                                   | Riedizione di MGN 1017                                                 |
| MGN 1099           | Louis Bellson                                                                        | The Hawk Talks                                                   | Riedizione di MGN 1020                                                 |
| MGN 1100           | Lester Young                                                                         | It Don't Mean a Thing                                            | Riedizione di MGN 1022                                                 |
| MGN 1101           | Tal Farlow                                                                           | Fascinating Rhythm                                               | Riedizione di MGN 1027                                                 |
| MGN 1102           | Tal Farlow                                                                           | Tal                                                              |                                                                        |
| MGN 1103           | Charlie Ventura                                                                      | Charley's Parley                                                 |                                                                        |
| MGN 1104           | Buddy DeFranco                                                                       | Broadway Showcase                                                | (non pubblicato)                                                       |
| MGN 1105           | Ray Brown                                                                            | Bass Hit!                                                        | (non pubblicato)                                                       |
| MGN 1106           | Howard Roberts                                                                       | Mr. Roberts Plays Guitar                                         | (non pubblicato)                                                       |
| MGN 2000-2         | Stan Getz                                                                            | Stan Getz at The Shrine                                          | Set di 2 LP                                                            |
| MGN 3501-2         | Artisti vari                                                                         | Norman Granz Jazz Concert                                        | Set di 2 LP                                                            |